# Station Wierzchosławice
Station Wierzchosławice is een spoorwegstation in de Poolse plaats Wierzchosławice.